# Chrząszczewo (województwo zachodniopomorskie)

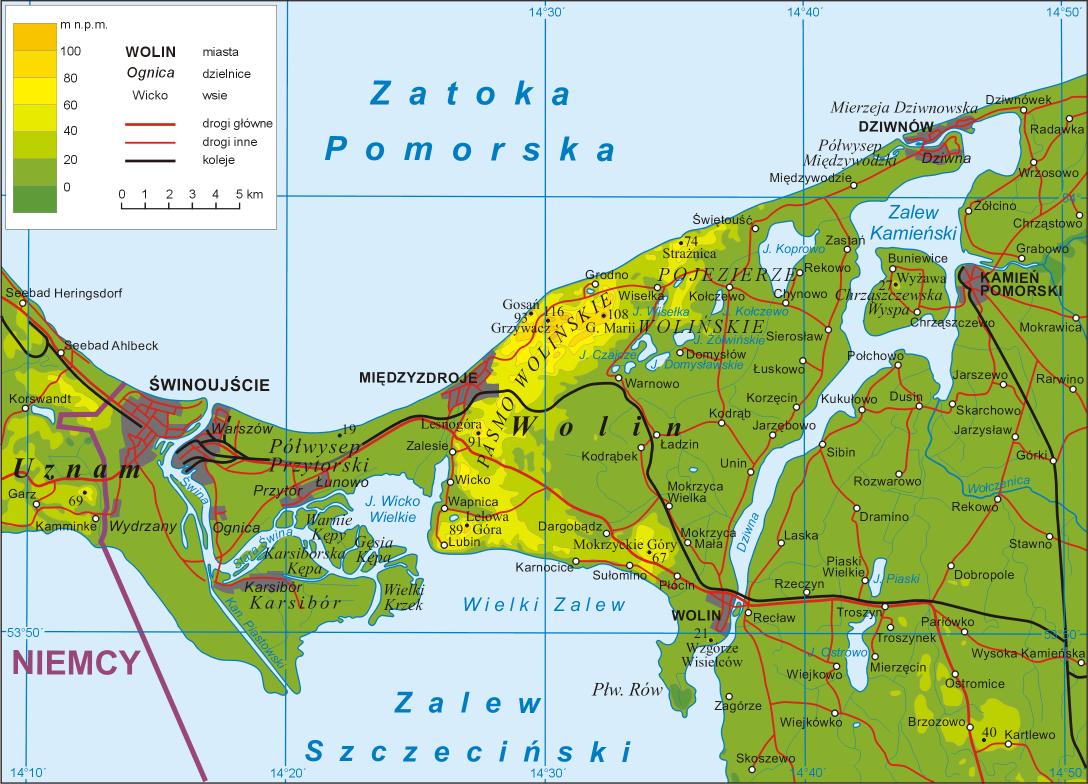
Mapa z zaznaczonym Chrząszczewem

Chrząszczewo (do 1945 niem. Gristow) – wieś w Polsce położona w województwie zachodniopomorskim, w powiecie kamieńskim, w gminie Kamień Pomorski. Leży na Wyspie Chrząszczewskiej na Zalewie Kamieńskim. 
W latach 1954–1959 w granicach miasta Kamienia Pomorskiego.
W latach 1975–1998 miejscowość administracyjnie należała do województwa szczecińskiego.